# Afrikaanse dwergvalk
De Afrikaanse dwergvalk (Polihierax semitorquatus) is de kleinste roofvogel van Afrika. Hij komt voor in het oosten en zuiden van het continent.

## Kenmerken
De Afrikaanse dwergvalk is een kleine vogel met een lengte van ongeveer 20 cm. De onderkant van zijn lichaam en kop zijn wit, terwijl de bovenkant grijs is. De vrouwtjes hebben een bruine rug. De staart en vliegveren zijn zwart-wit gestreept.

## Gedrag
De habitat van de Afrikaanse dwergvalk bestaat uit semi-aride terrein met weinig begroeiing en verspreid staande bomen. Zijn voedsel bestaat insecten, hagedissen en kleine slangen, die hij op de grond verschalkt en vervolgens meeneemt naar zijn uitkijkpunt. Soms worden ook kleine vogels in de vlucht gegrepen.
De soort leeft in de grote nesten van wevervogels, zelfs als die nesten nog in gebruik zijn. Het leefgebied van de Afrikaanse dwergvalk valt daardoor in zuidelijk Afrika ongeveer samen met dat van de republikeinwever (Philetairus socius) en in oostelijk Afrika met dat van de witkopbuffelwever (Dinemellia dinemelli). Hoewel de Afrikaanse dwergvalk vogels op zijn menu heeft staan, vergrijpt hij zich slechts zelden aan zijn gastheren.

## Voortplanting
Het legsel bestaat gewoonlijk uit twee tot drie witte eieren, die met name door het vrouwtje worden uitgebroed. Indien er voldoende voedsel voorhanden is, komt de soort tot twee broedsels per jaar. Het komt voor dat meerdere vogels voor de jongen zorgen (coöperatief broeden).

## Verspreiding
De Afrikaanse dwergvalk komt in Oost-Afrika voor in Zuid-Ethiopië, Somalië, Kenia, Noordoost-Oeganda en Noord- en Centraal-Tanzania. In zuidelijk Afrika is de soort te vinden in Zuid-Angola, Namibië, Zuidwest-Botswana en noordelijk Zuid-Afrika.

## Ondersoorten
De volgende twee ondersoorten komen voor:
- P. s. castanonotus - (Heuglin, 1860); van zuidelijk Soedan en Ethiopië tot centraal Tanzania.
- P. s. semitorquatus - (Smith, 1836); van zuidelijk Angola tot noordwestelijk Zuid-Afrika.

## Afbeeldingen

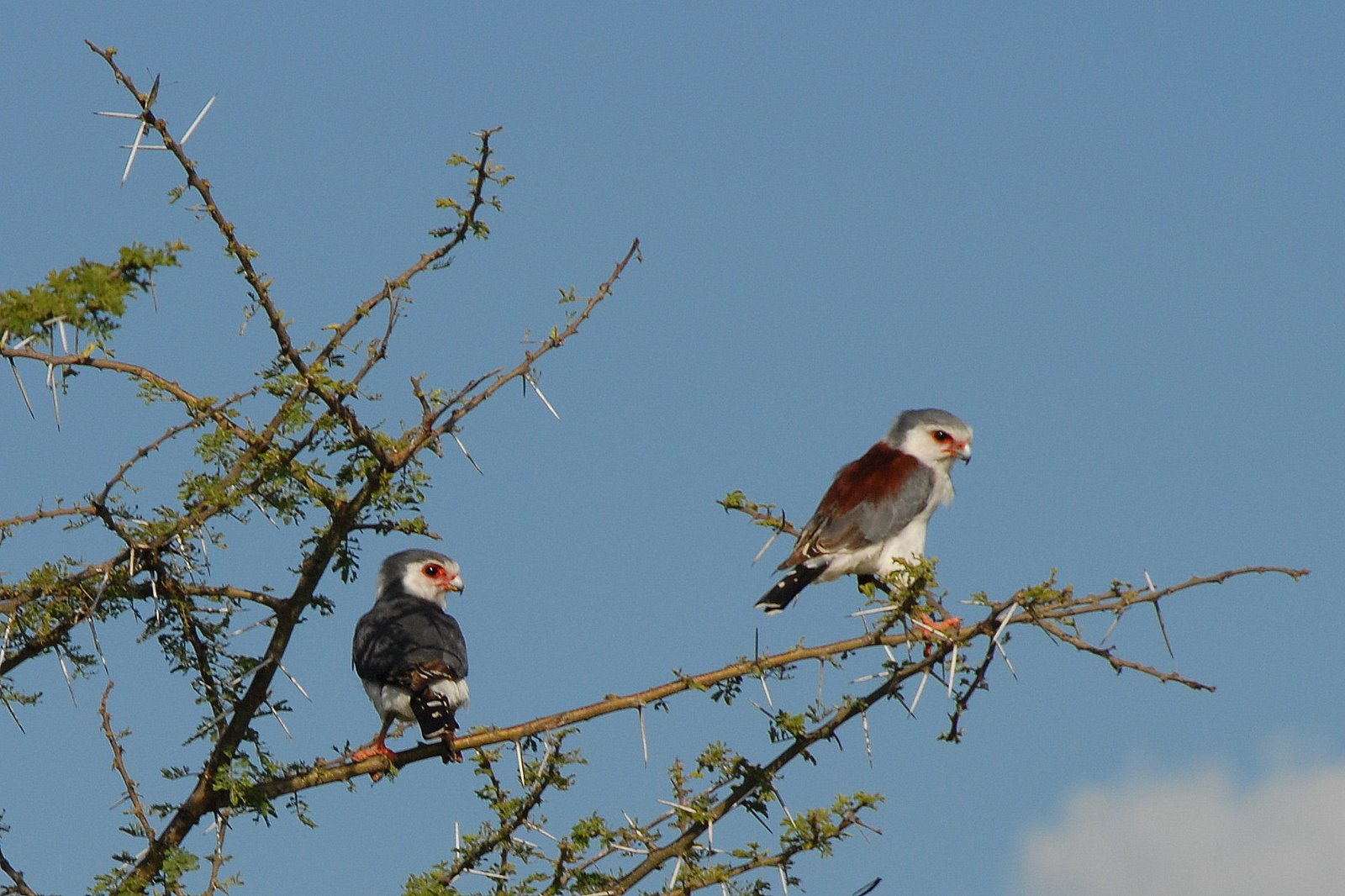
mannetje en vrouwtje in het Nationale Park Serengeti
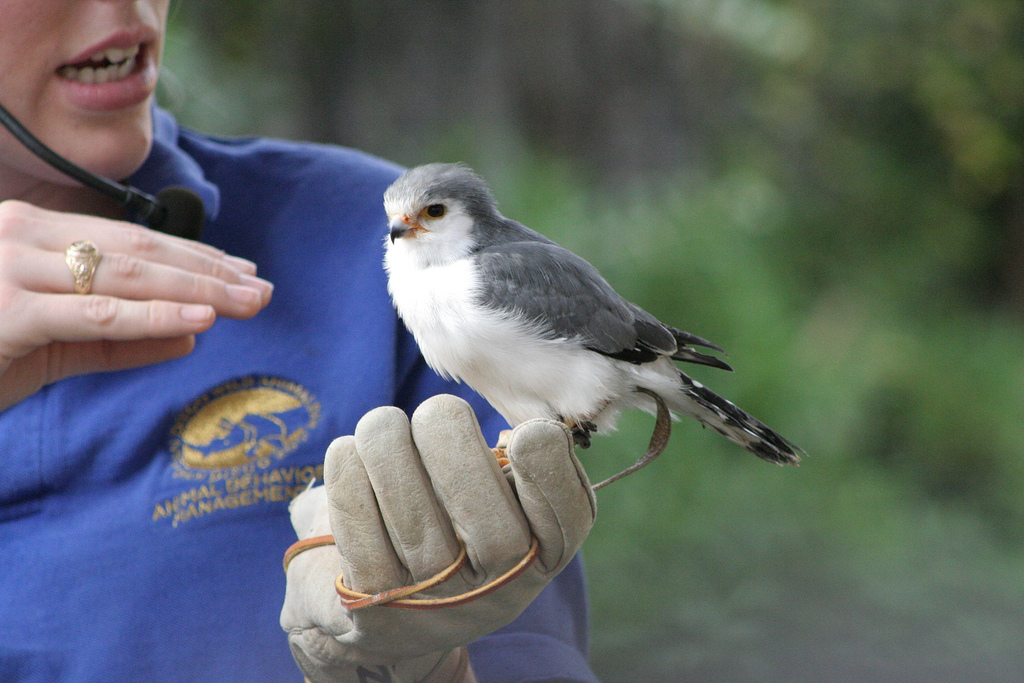